# Batalla de Sardinal
La batalla de Sardinal fue un conflicto armado acontecido el 10 de abril de 1856 (169 años) en el pueblo de Sardinal, en Sarapiquí de Heredia, Costa Rica. Fue la segunda batalla de la Campaña Nacional de 1856-1857 que enfrentó al Ejército de Costa Rica contra los filibusteros de William Walker, luego de la Batalla de Santa Rosa, el 20 de marzo de 1856 en Guanacaste

## Preparativos
Luego de la victoria costarricense en Santa Rosa, William Walker reorganizó su ejército y abandonó Rivas, Nicaragua, movilizando a parte de sus hombres hacia el Castillo Viejo, ubicado en la ribera norte del río San Juan. Esto motivó a que el ejército costarricense movilizara dos columnas, una de 100 hombres y otra de 300, que llegaron hasta Sardinal, en Sarapiquí, del lado costarricense, con el objetivo de ocupar puestos estratégicos en el curso del río y reforzar dos destacamentos colocados allí con anterioridad para evitar el avance enemigo.
La primera columna estaba al mando del general Florentino Alfaro, y estaba formada por alajuelenses. Como los costarricenses no tenían embarcaciones, se excavó una vereda paralela al cauce del río hasta su desembocadura en el río San Juan, estableciendo una base a la que llamaron El Muelle. Advertido de este movimiento, el capitán John M.Baldwin, cuyas tropas se encontraban en La Trinidad, organizó una fuerza de 100 filibusteros que remontaron el río con el propósito de sorprender a los costarricenses, dividiéndola para ello en dos columnas, una que atacara por tierra y otra en cuatro embarcaciones grandes y dos pequeñas.

## Combate

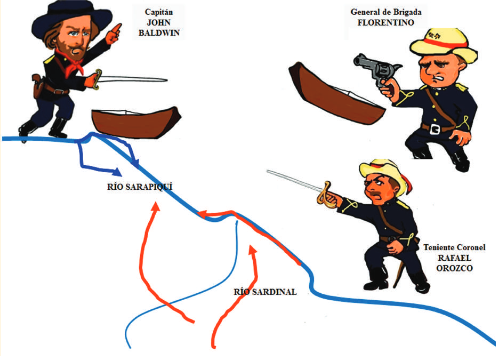
Ilustración de la Batalla de Sardinal por Raúl Francisco Arias Sánchez.

El 10 de abril de 1856, en el estero donde el río Sardinal desagua en el río Sarapiquí, los filibusteros desembarcaron. Luego de una hora de combates, ningún bando había logrado vencer al otro, por lo que los filibusteros se retiraron hacia La Trinidad y los costarricenses hacia El Muelle. Las bajas filibusteras fueron cuatro hombres en tierra y muchos en el agua, además de una embarcación. Los costarricenses perdieron 1 hombre, tuvieron 7 heridos y 2 desaparecidos
Tres días antes de la batalla en Sardinal, el 7 de abril, la otra columna de 300 costarricenses había cruzado el río San Juan y ocupado San Juan Sur y La Virgen, en territorio nicaragüense

## Importancia
La Batalla de Sardinal fue la última batalla de la Campaña Nacional disputada en territorio costarricense. A partir de allí, el resto de la guerra tendría como escenario territorio nicaragüense. Para el Ejército de Costa Rica, el Combate de Sardinal permitió mantener la posición estratégica de defensa sobre el territorio nacional al bloquear el acceso fluvial de los filibusteros hacia el interior del país a través del río Sarapiquí.La importancia fue para que no afectara al centro de Costa Rica